# Faky
Faky (Eigenschreibweise: FAKY) ist eine fünfköpfige japanische Girlgroup, gegründet von der Plattenfirma Avex Trax.

## Geschichte
Der Name der Girlgroup wird von den Worten FAntastic und ToKYo abgeleitet, woraus sich der Name „FAKY“ ergibt. Er steht außerdem auch für „Five Ass Kicking Youngsters“. Auch wird der Name vom englischen Wort „Fake“ (deutsch: Fälschung) abgeleitet, um der japanischen Musikbranche etwas Neues und Reales zu bieten.
Im Juli 2013 wurde auf dem offiziellen YouTube-Kanal von Avex Trax eine Vorschau zu jedem einzelnen Mädchen der Gruppe hochgeladen. Dies sollte eine Einleitung in ihr erstes Lied Better Without You sein, welches mit Musikvideo danach veröffentlicht wurde. Derzeit sind die Mädchen bei dem Sub-Label Rhythm Zone von Avex Trax unter Vertrag. Im November des Jahres wurde das zweite Musikvideo Girl Digger auf YouTube geladen. Als erste Download-Single veröffentlichten sie am 13. Dezember eine Remix-EP zu Better Without You, die auch international zum Download geboten wurde. Folgend wurde die Single When You Wish Upon a Star, am 18. Dezember, in Japan, veröffentlicht.
Schließlich veröffentlichte man Better Without You am 15. Januar 2014, gefolgt am 22. Januar von Girl Digger und am 29. Januar von dem neuen Lied The One. Lange Zeit wurde über eine CD-Veröffentlichung zur EP P.O.V. berichtet, sie sollte am 9. April des Jahres erscheinen, doch einige Monate war nichts von Faky zu hören. Schließlich gab man bekannt, dass man die CD nicht veröffentlichen werde und am 2. Juli eine Download-EP mit dem Titel The One erscheinen wird. Hierauf ist P.O.V. unter anderem auch vertreten. Außerdem wurde bekanntgegeben, dass Faky sich eine Auszeit bis 2015 nehmen, diese Entscheidung erfolgte aus persönlichen Gründen und das Management stimmte dafür. Sie sollen als neu und modernisiert zurückkommen, so hieß es in einer Mitteilung auf der offiziellen Website. Die offizielle Facebook-Seite wurde seitdem kaum aktualisiert.

### Seit 2015: Comeback zu viert und Neubesetzung zu fünft
Mitte 2015 veröffentlichte die Bloggerin Emi for You drei Lieder von Faky in Unterstützung für die Gruppe, um ihrem Lesekreis die Band nahe zu bringen. Die Lieder waren „You“, „Candy“ und „P.O.V.“, wobei es sich hier beim letzteren Lied um eine Neuaufnahme ohne die Stimme von Tina handelt. Die anderen beiden Lieder waren neue und noch nie zuvor veröffentlichte Lieder. In Fankreisen gab es Gerüchte, dass Diane und Tina die Gruppe verlassen haben sollen, welche sich bestätigten. In sozialen Netzwerken gaben dies die beiden bekannt. Schließlich kündigte man im Oktober 2015 die erste Vorschau zum Comeback von Faky an, dabei war die Information für ein neues Gruppenmitglied namens Akina. Schließlich veröffentlichten sie am 21. Oktober die Lieder „Afterglow“, „You“ und „Candy“.
Gruppenmitglied und Leader Anna verließ die Gruppe im Dezember 2018, um sich auf ihre Schauspielkarriere zu konzentrieren. Außerdem wurde bekanntgegeben, dass zwei neue Mitglieder Hina und Taki hinzugefügt wurden und ab 2019 die Musikgruppe zu fünft weitermachen wird.

## Mitglieder

### Aktuelle Mitglieder

#### Akina
- Künstlername: Akina
- Geburtsdatum: 23. November 1999, in Kalifornien, Vereinigte Staaten
- Sonstiges: Sie ist erst seit der veränderten Konstellation im Jahr 2015 ein Gruppenmitglied

#### Hina
- Künstlername: Hina
- Geburtsdatum: 19. Februar 1998
- Sonstiges: Sie arbeitete vorher bereits mit Tetsuya Komuro zusammen und trat ab Dezember 2018 der Gruppe bei

#### Lil’ Fang
- Künstlername: Lil’ Fang
- Geburtsdatum: 29. November 1993, in Tokio, Japan
- Sonstiges: Sie spricht fließend Japanisch und lernt Englisch

#### Mikako
- Künstlername: Mikako
- Geburtsdatum: 7. Juni 1994, in Fukuoka, Japan
- Sonstiges: Sie spricht fließend Japanisch und lernt Englisch

#### Taki
- Künstlername: Taki
- Geburtsdatum: 21. April 2000, in Shizuoka, Japan
- Sonstiges: Hina spricht Englisch, Französisch, Japanisch und Tagalog und lebte in den Philippinen; seit Dezember 2018 Gruppenmitglied

### Ehemalige Mitglieder

#### Diane
- Künstlername: Diane
- Geburtsdatum: 28. Januar 1996, in Okinawa, Japan
- Sonstiges: Sie ist halb Japanerin, halb Amerikanerin, außerdem die Gewinnerin der Avex Audition Max 2013 und spricht fließend Englisch und Japanisch

#### Tina
- Künstlername: Tina
- Geburtsdatum: 18. Dezember 1996, in Atlanta, Vereinigte Staaten
- Sonstiges: Sie spricht fließend Japanisch und Englisch; aus schulischen Gründen hat sie die Gruppe verlassen

#### Anna
- Künstlername: Anna
- Geburtsdatum: 11. Juni 1992, in Neuseeland
- Sonstiges: Sie war der Leader in der Girlgroup und spricht fließend Englisch und Japanisch. Grund für ihren Ausstieg im Dezember 2018 war, sich auf ihre Schauspielerkarriere zu konzentrieren.[6]

### Zeitleiste: Bandmitglieder
|  | Anna (2013–2018)       |
|  | Akina (2015-heute)     |
|  | Diane (2013–2014)      |
|  | Hina (2018-heute)      |
|  | Lil’ Fang (2013-heute) |
|  | Mikako (2013-heute)    |
|  | Taki (2018-heute)      |
|  | Tina (2013–2014)       |

- Alphabetisch geordnet

## Diskografie

### Studioalben
| Jahr | Titel | Höchstplatzierung, Gesamtwochen, AuszeichnungChartsChartplatzierungen (Jahr, Titel, Platzierungen, Wochen, Auszeichnungen, Anmerkungen) | Anmerkungen                                                             |
| Jahr | Titel | JP | Anmerkungen                                                             |
| ---- | ----- | --- | ----------------------------------------------------------------------- |
| 2022 | F     | JP24 (3 Wo.)JP | Erstveröffentlichung: 19. Oktober 2022 Format: CD, CD+Blu-ray, Download |

### EPs
| Jahr | Titel      | Höchstplatzierung, Gesamtwochen, AuszeichnungChartsChartplatzierungen (Jahr, Titel, Platzierungen, Wochen, Auszeichnungen, Anmerkungen) | Anmerkungen |
| Jahr | Titel      | JP | Anmerkungen |
| ---- | ---------- | --- | --- |
| 2014 | The One    | — | Erstveröffentlichung: 2. Juli 2014 Format: Download |
| 2016 | Candy      | — | Erstveröffentlichung: 11. Mai 2016 Format: Download, CD – die CD wurde limitiert auf Events angeboten und war damit nicht chartfähig                                     |
| 2017 | Unwrapped  | JP75 (1 Wo.)JP | Erstveröffentlichung: 14. Juni 2017 Format: CD, CD+DVD, Download – es war die erste EP der Gruppe, die landesweit im CD-Format angeboten und damit auch chartfähig wurde |
| 2020 | RE:wrapped | — | Erstveröffentlichung: 25. Juni 2020 Format: Download |
| 2023 | Departure  | JP23 (4 Wo.)JP | Erstveröffentlichung: 15. November 2023 Format: CD, CD+DVD, CD+Blu-ray, Download                                                                                         |

### Livealben
| Jahr | Titel                       | Höchstplatzierung, Gesamtwochen, AuszeichnungChartsChartplatzierungen (Jahr, Titel, Platzierungen, Wochen, Auszeichnungen, Anmerkungen) | Anmerkungen                                              |
| Jahr | Titel                       | JP | Anmerkungen                                              |
| ---- | --------------------------- | --- | -------------------------------------------------------- |
| 2018 | Faky First Live -Unwrapped- | — | Erstveröffentlichung: 19. Dezember 2018 Format: Download |

### Singles
| Jahr | Titel Album                            | Anmerkungen                                         |
| ---- | -------------------------------------- | --------------------------------------------------- |
| 2013 | When You Wish Upon a Star –            | Erstveröffentlichung: 18. Dezember 2013             |
| 2014 | Better Without You –                   | Erstveröffentlichung: 15. Januar 2014               |
| 2014 | Girl Digger –                          | Erstveröffentlichung: 22. Januar 2014               |
| 2014 | The One –                              | Erstveröffentlichung: 29. Januar 2014               |
| 2015 | Afterglow –                            | Erstveröffentlichung: 21. Oktober 2015              |
| 2015 | You –                                  | Erstveröffentlichung: 21. Oktober 2015              |
| 2015 | Candy –                                | Erstveröffentlichung: 21. Oktober 2015              |
| 2017 | Surrender –                            | Erstveröffentlichung: 1. März 2017                  |
| 2017 | Suga Sweet –                           | Erstveröffentlichung: 30. August 2017               |
| 2017 | Chase Me –                             | Erstveröffentlichung: 25. Oktober 2017              |
| 2017 | Someday We’ll Know (English Version) – | Erstveröffentlichung: 15. Dezember 2017             |
| 2018 | Candy (English Version) –              | Erstveröffentlichung: 16. Februar 2018              |
| 2018 | Who We Are –                           | Erstveröffentlichung: 11. April 2018                |
| 2018 | Fourv –                                | Erstveröffentlichung: 11. Juli 2018                 |
| 2018 | Bad Things (English Version) –         | Erstveröffentlichung: 29. August 2018               |
| 2018 | Last Petal –                           | Erstveröffentlichung: 19. Dezember 2018             |
| 2019 | Girls Gotta Live –                     | Erstveröffentlichung: 23. August 2019               |
| 2019 | Antidote –                             | Erstveröffentlichung: 18. Oktober 2019              |
| 2019 | New Age –                              | Erstveröffentlichung: 22. November 2019             |
| 2020 | Half-Moon –                            | Erstveröffentlichung: 26. Februar 2020              |
| 2020 | Re:Candy –                             | Erstveröffentlichung: 27. Mai 2020                  |
| 2020 | Re:Surrender –                         | Erstveröffentlichung: 10. Juni 2020                 |
| 2020 | Half-Moon –                            | Erstveröffentlichung: 7. Juli 2020 feat. Novel Core |
| 2020 | Darling (ダーリン) prod. GeG –         | Erstveröffentlichung: 26. August 2020               |
| 2020 | Little More –                          | Erstveröffentlichung: 4. November 2020              |
| 2021 | The Light –                            | Erstveröffentlichung: 27. Januar 2021               |
| 2021 | 99 –                                   | Erstveröffentlichung: 17. März 2021                 |
| 2021 | HappyEverAfter –                       | Erstveröffentlichung: 26. April 2021                |
| 2021 | Take My Hand –                         | Erstveröffentlichung: 16. Juni 2021                 |
| 2021 | Sayonara My Ex –                       | Erstveröffentlichung: 30. August 2021               |
| 2021 | It’s a Small World –                   | Erstveröffentlichung: 10. November 2021             |
| 2022 | Futakoito (ふたこ糸) –                 | Erstveröffentlichung: 2. Februar 2022               |
| 2022 | Diamond Glitter –                      | Erstveröffentlichung: 25. Mai 2022                  |
| 2022 | Choco Fudge –                          | Erstveröffentlichung: 7. Juli 2022                  |
| 2022 | Rock, Paper, Scissors –                | Erstveröffentlichung: 16. November 2022             |
| 2023 | Summer Dive –                          | Erstveröffentlichung: 7. August 2023                |
| 2023 | Monochrome (モノクロ) –                | Erstveröffentlichung: 12. September 2023            |

## Lieder
Geordnet nach Veröffentlichung
1. Better Without You
2. Girl Digger
3. The One
4. P.O.V.
5. Get Up
6. What R You Waiting for
7. Afterglow
8. You
9. Candy
10. Pretty
11. Are You Ok?
12. Surrender
13. Keep Out
14. Bad Things
15. Someday We’ll Know
16. Suga Sweet
17. Chase Me
18. Who We Are
19. Four
20. Feelin’ Good: It’s Paradise
21. Last Petal
22. Girls Gotta Live
23. Antidote
24. New Age
25. Half-Moon
26. Little More
27. The Light
28. 99
29. HappyEverAfter
30. Take My Hand
31. Sayonara My Ex
32. It’s a Small World

Cover
1. When You Wish Upon a Star

Zusammenarbeiten
1. No Boyfriend No Problem (mit Femm, Sak Noel, Kuba & Neitan und Mayra Veronica)
2. Circle (als Famm’in)
3. Animus (als Famm’in)